# Miłość i nienawiść (telenowela)
Miłość i nienawiść (hiszp. Entre el amor y el odio) – meksykańska telenowela nakręcona w 2002 roku. W rolach głównych Susana González i César Évora. Antagoniści Sabine Moussier i Alberto Estrella.

## Obsada
- César Évora jako Octavio Villareal
- Susana González jako Ana Cristina de Villareal
- Sabine Moussier jako Frida de Villareal
- Marga López jako Josefa Villareal
- Víctor Noriega jako Paulo Sacristán
- María Sorté jako Maria Magdalena
- Alberto Estrella jako Marcial
- Carmen Salinas jako Consuelo "Chelo"

## Wersja polska
W Polsce telenowela była emitowana przez telewizję TVN oraz TVN Siedem. Opracowaniem wersji polskiej zajęło się ITI Film Studio na zlecenie TVN. Autorem tekstu była Agnieszka Jodłowska. Lektorem serialu był Jacek Brzostyński.

## Nagrody i nominacje

### Premios TVyNovelas (Meksyk)2002
| Kategoria                          | Osoba            | Wynik     |
| ---------------------------------- | ---------------- | --------- |
| Najlepszy protagonista             | César Évora      | Nominacja |
| Najlepszy antagonista              | Alberto Estrella | Nominacja |
| Najlepsza aktorka drugoplanowa     | Carmen Salinas   | Nominacja |
| Najlepsze objawienie wśród aktorek | Susana González  | Zwycięzca |